# Herb Łap
Herb Łap – jeden z symboli miasta Łapy i gminy Łapy w postaci herbu.

## Wygląd i symbolika
Herb przedstawia w błękitnej tarczy srebrną podkowę oraz dwa równoramienne złote krzyże: jeden wewnątrz podkowy, a drugi na zewnątrz (nad podkową).
Herb nawiązuje do herbu Lubicz, którym pieczętował się ród Łapińskich, którzy osiedlili się na lewym brzegu Narwi w pierwszej połowie XV wieku. Najprawdopodobniej na terenie dzisiejszej wsi Łapy-Szołajdy była zlokalizowana pierwsza osada, wokół której powstała Gmina i Miasto Łapy.